# Андреас Дзиму
Андреас Дзиму (на гръцки: Ανδρέας Τζήμου) е виден гръцки търговец на тютюн от Южна Македония от края на XIX и началото на XX век.

## Биография
Роден е в 1887 година в драмското македонско градче Доксат, тогава в Османската империя, днес в Гърция. Установява се в Драма, където развива широка търговия с тютюни, като изнася предимно за Австрия и Германия. Жени се за Евантия Атанасиади, чийто баща е представител на компанията на солунското семейство Алатини „Камършъл Къмпани ъф Салоника“. Роднинството му с Алатини, които изнасят тютюни на лондонския пазар от 1897 година, допринася за значително разширяване на бизнеса му. В 1922 година Андреас Дзиму започва да строи имението си в центъра на Драма, което днес е една от забележителностите в града.